# Honda Beat

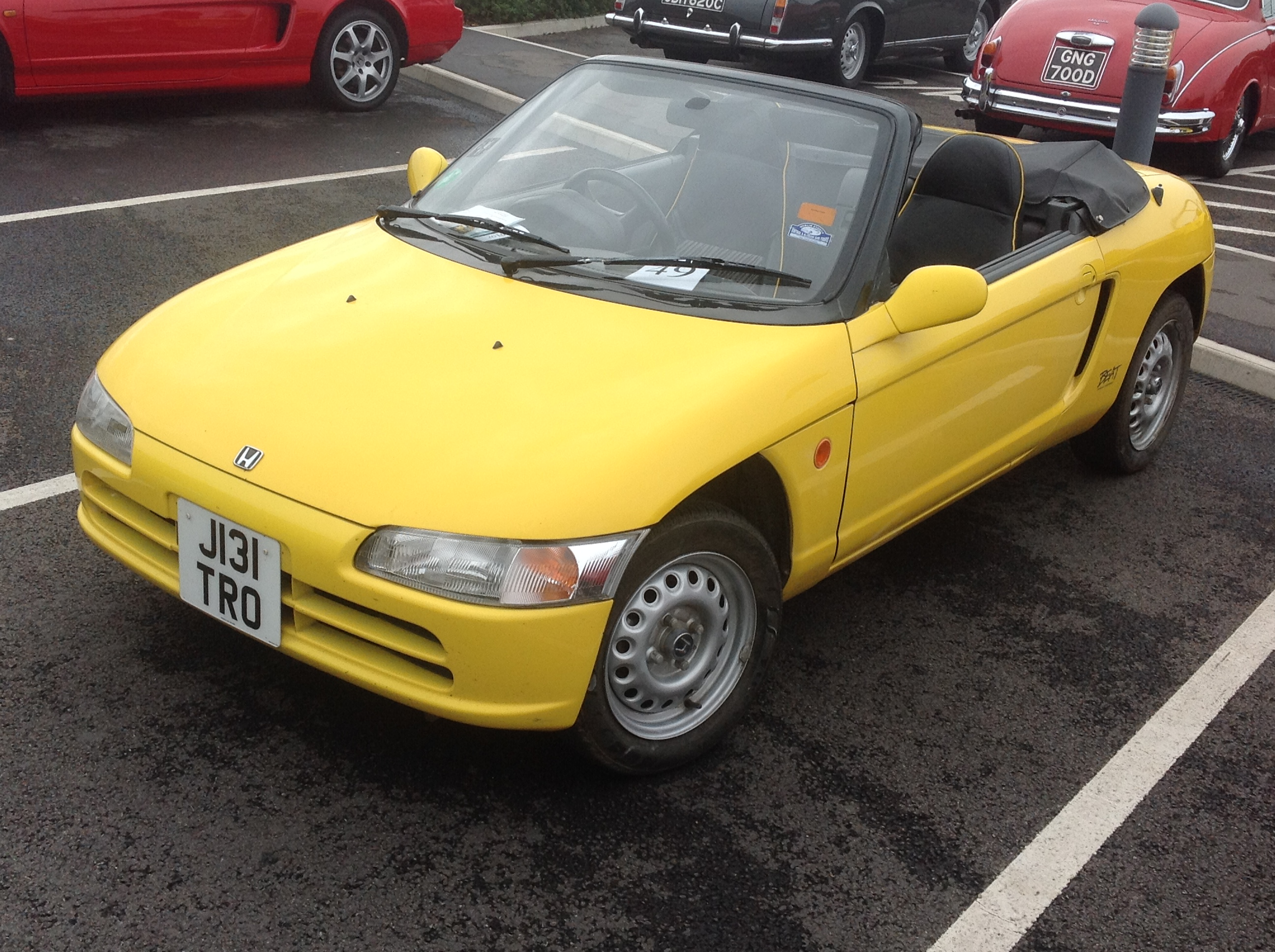
Honda Beat

Honda Beat — компактний спорткар, що випускався японською компанією Honda o з 1991 по 1996 рік.

## Опис
Концерн Honda, якому в 1990 році завдяки NSX вдалося підкорити вершину у виробництві спортивних машин, не зупинився на досягнутому і вже через рік створив нове ім'я, досі відоме в світі легких малолітражних спортивних моделей. У 1991 році з'явився перший серед «малолітражок» 2-місний спортивний автомобіль відкритого типу - Beat. Завдяки 3-циліндровому 12-клапанного атмосферного двигуна SOHC MTREC, Beat розвиває потужність в 64 к.с., що на той момент було найвищим показником серед компактних малолітражних машин. Завдяки цьому двигуну водій зможе гостро відчути всі принади спортивної їзди. Якщо відкрити величезні двері Beat, схожу на двері NSX, і сісти в салон автомобіля, то в очі відразу впадає маленька панель приладів, в якій є щось (швидше за все, розміри), що змушує згадати про мотоцикл. Сівши в крісло водія і взявшись за ручку перемикання передач, ви відчуєте, що ваше серце починає битися сильніше звичайного, смакуючи швидку, легку їзду. За своїми ходовими характеристиками Beat дещо програє турбованим машинам, проте важко знайти інший автомобіль, який рухався б так легко. Крім того, Beat легко пізнаваний завдяки своєму оригінальному зовнішньому вигляду, який не зустрічається у інших «малолітражок».